# 読書療法
読書療法（どくしょりょうほう、英:Bibliotherapy）とは、本を読むことによって心理的な支援を行う心理療法の1つである。ビブリオセラピーとも言われる。

## 実例
- 英サセックス大学は2009年、読書によるストレス解消効果を発表しました。心拍数や筋肉の緊張状態からストレスを計測した結果、ストレスが68％も減少することが分かった。[信頼性要検証][1]
- 川島隆太教授によると、本の黙読により、視覚情報を処理する「後頭葉」や思考・創造性に関わる「前頭前野」など、脳のさまざまな部位が活性化する。[2]
- うつ病に効果が報告されている。2013年6月にイギリス政府公認で、医師が精神疾患の患者に対して「薬」ではなく、「本」を処方する医療システムが始まった。
- フィンランドやカナダにおいては、読書活動推進のための全国レベルでのプロジェクトが大々的に実施され、当該国の読書活動の活性化に大きく寄与している。[3]
- NHKが開発した人工知能「AIひろし」から番組スタッフが導き出したのが、「健康寿命には運動よりも食事よりも、読書が大事」という提言。[4]

## 歴史
本が精神に良い、という考えは古代からあり、古代ギリシャの図書館のドアには「魂の癒しの場所」と記されていた。1930年代のアメリカのメニンガー兄弟の研究をきっかけに読書療法は注目された。日本での読書療法は吉田松陰によって始まったと言われている。獄中で勉強に励み、他の囚人を教化したことがその所以とされている。矯正教育の現場で読書療法が積極的に活用されてきた。1960年代、1970年代の事例が大神貞男『読書療法―その基礎 と実際』にまとめられ、論文も多く存在している。

## 認知行動療法
認知行動療法を行うためのセルフヘルプの著作が刊行されている。

### うつ病
プラセボ効果を研究するハル大学のアービング・カーシュ博士は、認知行動療法（CBT）を受けなくても、そのメリットの多くを得ることができる方法として、認知行動療法の読書療法を薦めており、臨床試験で良い結果が得られたものの中から2冊を紹介している。『うつのセルフ・コントロール』、『いやな気分よ、さようなら』はいずれも認知行動的な技法に関する本である。
『いやな気分よ、さようなら』の臨床試験では、短期的には、標準的な認知行動療法を実際に受けたほうが改善されたが、3ヶ月後には効果は同等であった。3年間の追跡調査から効果が持続的であることも示唆されている。